# Hertigdömet Auvergne

Blason de l'Auvergne

Hertigdömet Auvergne var en vasallstat inom kungariket Frankrike i nuvarande regionen Auvergne mellan 1360 och 1531. Dess feodalhärskare bar titeln hertig. Det ska inte förväxlas med Grevskapet Auvergne (758–1610) eller Dauphinatet Auvergne (1155–1527). 

## Historik
Hertigdömet Auvergne bildades ur en del av Grevskapet Auvergne, som hade konfiskerats av franska kronan 1209 och sedan blev känt som det kungliga Auvergne. Kung Johan II av Frankrike skapade sedan ett hertigdöme av denna del av Auvergne åt sin yngre son Johan av Berry. 
Hertigdömet ärvdes sedan inom hans ätt tills den förenades med Dauphinatet Auvergne under Charles III, hertig av Bourbon, som hade ärvt Dauphinatet och fått kontroll över hertigdömet genom giftermål juri uxoris. Både Hertigdömet och Dauphinatet drogs in av franska kronan efter hans fall 1527. Kungen gav hertigdömet till sin mor Louise av Savojen, men den återgick till franska kronan efter hennes död 1531. 